# تل أمان الله (مقاطعة دورة)
تل امان‌الله (بالفارسية: تل امان‌الله) هي قرية تقع في Shurab Rural District في إيران. يقدر عدد سكانها بـ 25 نسمة .